# 오카노 린페이
오카노 린페이(일본어: 岡野 凜平, 2000년 9월 15일~)는 일본의 축구 선수이다.

## 구단 경력
그는 2023년 J3리그의 기라반츠 기타큐슈에 입단했다.